# Débridage d'iOS
 (novembre 2020).
Si vous disposez d'ouvrages ou d'articles de référence ou si vous connaissez des sites web de qualité traitant du thème abordé ici, merci de compléter l'article en donnant les références utiles à sa vérifiabilité et en les liant à la section « Notes et références ».
Pour les articles homonymes, voir Jailbreak.
Ne doit pas être confondu avec Root d'Android.

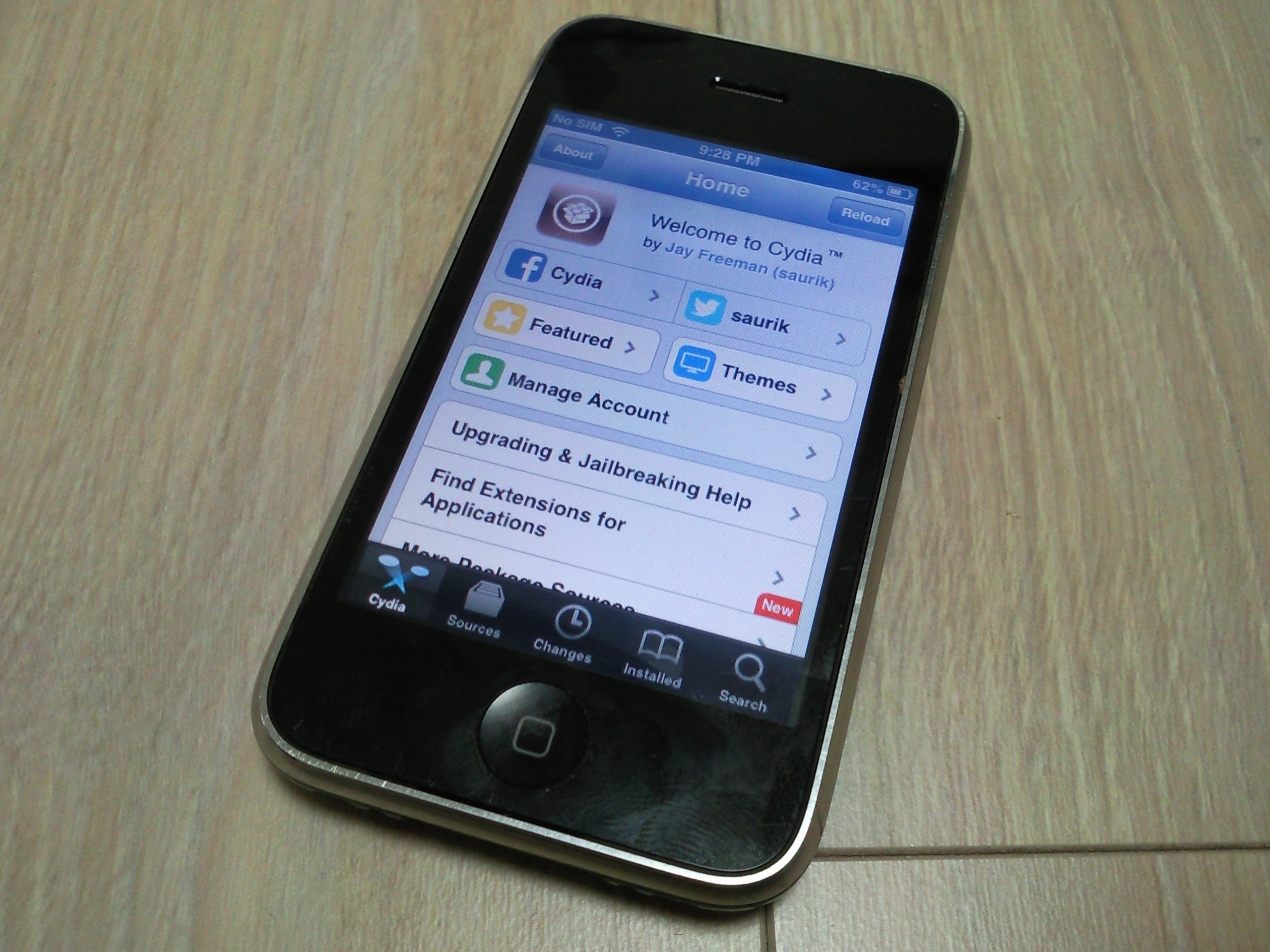
Magasin de jailbreak iOS, Cydia.

Le débridage d'iOS, en anglais américain iOS jailbreak (« évasion de prison d'iOS »), est une manipulation permettant aux utilisateurs d'appareils tournant sous le système d'exploitation mobile d'Apple iOS (comme l'iPad, l'iPhone, l'iPod touch) d'obtenir un accès complet pour déverrouiller toutes les fonctionnalités du système d'exploitation, éliminant ainsi les restrictions et sécurités posées par Apple. Une fois iOS débridé, ses utilisateurs sont en mesure de télécharger, grâce à des installeurs comme Cydia ou Sileo, des applications, des extensions ou des thèmes qui ne sont pas proposés dans la boutique d'applications officielle d'Apple, l'App Store. Un appareil débridé tournant sous iOS peut toujours utiliser l'App Store, iTunes et toutes les autres fonctions natives du système d’exploitation. 
Toutefois, le débridage est de moins en moins à la mode, car les failles découvertes sont rémunérées par Apple et le système d'exploitation s'est davantage ouvert, copiant même de nombreuses idées provenant du débridage,, limitant ainsi l’intérêt de cette pratique.

## Niveaux de débridage
Le premier niveau, le « débridage captif » ou « incomplet » (tethered jailbreak), est utilisé quand les failles exploitées par les développeurs ne permettent pas d'appliquer au noyau les différents patches persistants. Dans ce cas, l'appareil doit être connecté à un ordinateur pour être redémarré, sans quoi il est inutilisable.
Le second niveau, le « débridage semi-captif » (semi-tethered), rajoute aux caractéristiques du premier la possibilité de redémarrer l'appareil sans ordinateur, mais les applications et petites modifications (tweaks, en français « modifs ») provenant du débridage ne peuvent pas être lancées. Il est alors nécessaire de débrider à nouveau l'appareil en passant par un ordinateur.
Le troisième niveau est le niveau le plus courant ; le « débridage semi-complet »" ("semi-untethered"), qui consiste à lancer une application ou un programme permettant de débrider l'appareil sur lequel elle est installée. Contrairement au quatrième niveau, le débridage ne s'effectue pas au démarrage de l'appareil mais quand l'utilisateur lance le programme en question. Cela améliore donc les protections pour ne pas endommager définitivement l'appareil.
Le quatrième niveau est le débridage dit « non captif » ou « complet » (untethered jailbreak) : les failles exploitées permettent d'appliquer une persistance du débridage, l'exploit est configuré pour démarrer comme un service de l'OS juste après le noyau ("kernel") pour relancer le débridage automatiquement et sans ordinateur. Cette méthode permet à l'appareil de redémarrer tout en conservant le débridage.
Depuis iOS 9, Apple autorise l'installation d'applications sans compte développeur. Cela permet aux hackers d'avoir à exploiter une faille en moins pour installer le débridage. C'est l'utilisateur qui installe lui-même l'application qui débridera son téléphone.

### Derniers outils sortis
En octobre 2018, Pwn20wnd, célèbre hacker d’iOS sort Unc0ver, un débridage semi-complet dont la méthode d'installation principale recommandée par Pwn20wnd est Cydia Impactor, développé par Jay Freeman (Saurik) (en), qui est un logiciel permettant d'installer des applications non signées par Apple directement via le compte de l'utilisateur. Unc0ver supporte tous les appareils sous les versions d’iOS 11 à 12.2 et iOS 12.4.
En avril 2019, Coolstar et son équipe Electra sortent l'outil Chimera qui permet de débrider les appareils équipés de puces A7 à A11 sous iOS 12 à 12.2 ainsi que 12.4 (et tvOS sous les versions aux mêmes numéros) et les appareils équipés de puces A12 sous iOS 12 à 12.1.2.
En novembre 2019, le débridage Checkra1n, développé en partie par Luca Todesco, est rendu public. Il s'agit d'un débridage semi-captif  reposant sur la faille matérielle bootroom Checkm8 révélée en septembre 2019 par axi0mX et touchant tous les appareils possédant les puces A5 à A11 (hormis les appareils sortis en 2018 et 2019 comme l'iPhone XS et l'iPhone 11) et qui supporte toutes les versions à partir d'iOS 12.3 (mais théoriquement, toutes les versions précédentes des appareils concernés pourraient être débridées). En effet, la faille étant matérielle, elle permet de garantir en théorie un débridage à vie pour les appareils concernés (sauf si des nouvelles versions de ces appareils ne possédant plus la faille sont amenées à être commercialisées par Apple). En règle générale, une simple mise à jour (voire aucune) de l'outil Checkra1n est nécessaire à la sortie d'une nouvelle version d'iOS afin de pouvoir la débrider (iOS 13.4 semble toutefois nécessiter plus de travail et une mise à jour sera nécessaire afin de le rendre compatible). L'outil n'a d'abord été disponible que sur MacOS. Après plusieurs mois de travail, il est finalement sorti sur Linux début février 2020. Grâce à cette mise à jour apportant le support de Linux, il est devenu beaucoup plus facile d'installer Checkra1n via un ordinateur utilisant Windows notamment en montant Linux sur une clé USB, permettant ainsi d'utiliser un environnement compatible avec Checkra1n. Le support Windows est également prévu, mais nécessite encore plus de travail.
La version 4.0.0 d'unc0ver permettant le débridage des versions 13.0 à 13.3 est sortie le 16 février 2020 (mais le support des versions 13.0 à 13.2.3 n'a finalement été possible qu'avec la version 4.0.2 sortie le 17 février). Toutefois, de nombreux utilisateurs n'ont pas pu initialement débrider leurs appareils selon leur modèle.
En effet, l'une des particularités de l'exploit utilisé est qu'il dépend de l'appareil utilisé. Plusieurs développeurs, et notamment Raz Mashat et Barış Çukur, ont donc demandé de l'aide à la communauté sur Twitter afin d'obtenir les données de crash produites par cet exploit pour tous les appareils pouvant installer iOS 13 (et plus) afin que Pwn20wnd puisse rendre son outil compatible avec ces derniers. Cependant, cela a rendu le débridage assez instable pour certains appareils, certains ayant un taux de réussite très faible voire nul.
C'est avec la version 4.1.0 d'unc0ver sortie le 24 février 2020 que l'exploit de Brandon Azad a été remplacé par une version améliorée créée par Jake James nommée Time Waste et n'utilisant plus de données spécifiques à chaque appareil, le rendant dès lors très stable et permettant à tous les appareils d'être débridés aisément.
Le 21 mai 2020, Pwn20wnd et son équipe unc0ver, annoncent par surprise la sortie imminente de la version 5.0 de leur logiciel qui permettra de débrider tous les appareils pouvant installer iOS 13.5, version sortie la veille de cette annonce. L'autre surprise de ce débridage est qu'il utilise une vulnérabilité zero-day, c'est-à-dire une faille qu'Apple ne connaissait très certainement pas auparavant, ce qui en fait le premier jailbreak basé sur une vulnérabilité de ce genre depuis iOS 8. L'avantage est qu'il faut donc plus de temps aux ingénieurs d'Apple pour corriger la faille et sortir une nouvelle version d'iOS. Pwn20wnd estime ce délai à deux à trois semaines sauf si la faille est déjà connue en interne.
Durant l'hiver 2023, l'application Dopamine développée par opa334 fait son apparition, basée sur le travail et les recherches de Linus Henze. Ce jdébridage marque le début d'une nouvelle ère : l'ère du" rootless". Ce débridage est compatible entre iOS 15.0 et 15.4.1.

### Anciens outils
Geohot sort le 11 octobre 2009 un outil universel nommé Blackra1n permettant le débridage de tous les iPhone. Apple réagit très rapidement en mettant à jour la ROM de démarrage du téléphone de tous les appareils neufs, comblant la faille utilisée par les outils de débridage de l'époque.
Un outil similaire à Blackra1n, Limera1n, est par la suite développé et publié lors de la sortie de la version 4.1 d'iOS, malgré un problème présent dans la première version de cet outil.
Des outils comme redsn0w, Pwnage Tool et Sn0wbreeze, TinyUmbrella, ainsi que GreenPois0n, Absinthe (pour l'iPhone 4s et l'iPad 2) visent les versions plus récentes du terminal.
Depuis le 6 janvier 2013, il est possible de débrider les terminaux sous iOS 6, et ce jusqu'à la version 6.1.2, par le biais d'un outil connu sous le nom d'Evasi0n. Cette méthode s'applique à tous les terminaux supportant iOS 6 mis à part l'Apple TV. Les versions 6.1.2 jusqu’à 6.1.6 ont été libérées en janvier 2014 grâce au logiciel P0sixspawn.
En décembre 2013, les hackers d'Evasi0n rendent disponible une version 7 de leur outil permettant à la surprise générale de débloquer tous les appareils équipés d'iOS 7. Apple contrecarre ce débridage en sortant iOS 7.1 qui comble les failles utilisées.
En juin 2014, une équipe de hackers chinoise peu connue publie Pangu, un outil permettant le jailbreak de l'iOS 7.1 jusqu’à la version 7.1.2. L'équipe de Pangu a continué à opérer en livrant un débridage pour iOS 8 à iOS 8.1. Une autre équipe chinoise, Taig, débloque, en novembre 2014, l'iOS 8.1 à l'iOS 8.1.2 en sortant l'outil « Taig » fonctionnant uniquement sur Windows mais en annonçant le développement d'une version Mac.
En juin 2015, la version 2.0.0 de Taig, qui prend en charge le débridage des iOS 8.1.3, 8.2 et 8.3, est publiée.
En plus de proposer le débridage des versions précédentes, Taig lance le 30 juin 2015, un nouveau débridage, cette fois pour la version 8.4 d'iOS, qui inclut Apple Music.
Le 14 octobre 2015, l'équipe chinoise Pangu lance son outil de déverrouillage complet pour iOS 9.0, 9.0.1, 9.0.2 et 9.1, disponible sur Windows et sur Mac.
Après plus d'un an sans débridage des versions d'iOS récentes, l'équipe Pangu annonce la sortie de son nouvel outil pour les versions allant de la 9.2 à la 9.3.3. et uniquement pour les appareils bénéficiant d'un processeur 64 bits. L'outil, disponible sur Mac et PC, permet uniquement un débridage semi-complet.
Le 22 décembre 2016, Luca Todesco, connu pour ne pas sortir au grand public ses anciens outils de déplombage, propose un débridage (en version bêta) de type « semi captif », compatible avec l'iPhone 6s, l'iPhone 7 et l'iPad Pro pour toutes les versions d'iOS 10, excepté iOS 10.2 et ses successeurs. À ce jour, ce débridage reste très instable, il faudra donc attendre quelque temps avant d'avoir un outil plus stable, et prenant en charge un plus grand nombre de type d'appareils (comme l'iPhone 6, 6 Plus, etc.).
Le 29 janvier 2017, après plus d'un mois d'attente, Luca Todesco sort le débridage d'iOS 10 jusqu'à iOS 10.2 pour tous les appareils 64 bits excepté pour les iPhone 7 et 7 Plus qui ne sont supportés que jusqu’à iOS 10.1.1, ce débridage est bien plus stable que son prédécesseur.
Un an après la sortie d'iOS 9.3.5 , l'équipe Phœnix sort son débridage pour tous les appareils 32 bits sous cette version.
Le 11 décembre 2017, Ian Beer, membre de l’équipe Project Zero, dévoile une faille de sécurité de la version d’iOS 11.1.2.
Le 12 décembre 2017, Tihmstar sort JailbreakMe 4.0 qui permet le débridage à partir de navigateur Safari, des appareils 32 bits (iPhone 5c et inférieurs) pour les versions 9.1 à 9.3.4.
Le 26 décembre 2017, Jonathan Levin crée son outil LiberiOS pour les versions allant jusqu'à 11.1.2. Cependant, cet outil ne supportera jamais Cydia et permet simplement d’exécuter du code comme le veut le débridage. Cet outil n'est ainsi utile qu'aux développeurs.
En janvier 2018, Coolstar sort Electra, une application qui, une fois installée, permet le débridage d'iOS 11.0 à 11.4.1.
En décembre 2020, GeoSn0w sort Blizzard Jailbreak, une application qui, une fois installée, permet le débridage d'iOS 9 à 9.3.6.
L'outil de jailbreak iOS le plus récent publié était le jailbreak Dopamine par le développeur opa334. Il prend en charge iOS 15.0 - 15.4.1 sur les appareils A12+.

## Les différents types de débridage
Depuis l'introduction sur iOS 15 du protocole de sécurité appelé SSV (créé initialement pour macOS), il est impossible d'effectuer des modifications sur la partie root de l'appareil, sous peine de le rendre inutilisable. Cette décision prise par Apple a rendu le débridage beaucoup plus difficile.

## Avantages
Le débridage permet de réaliser de nombreuses modifications. Il est ainsi possible de modifier toute l'esthétique de l'appareil (modification du centre de contrôle, de la disposition des icônes, du thème sur le SpringBoard), d'installer des applications tierces provenant d'autres sources que l'App Store, d'accéder à l'appareil via SSH permettant sa personnalisation, d'utiliser le Bluetooth pour se connecter à un GPS externe et partager des fichiers ainsi que d'émuler d'anciennes consoles telles que la Game Boy Advance, la Nintendo 64 ou la NES.
Il n'en reste pas moins que l'intérêt premier de cette manipulation est d'installer des applications non officielles, c'est-à-dire celles qui ont été refusées par l'équipe de validation de l'App Store, les développeurs étant en effet soumis à des règles précises et à la validation par Apple (refus de l'application permettant l'accès à WikiLeaks ou de toute pornographie par exemple). Ces applications sont téléchargeables via différentes plateformes similaires à l'AppStore. Installer, Rock, Cydia ou encore Icy étaient parmi les premières plateformes disponibles sur les appareils jailbreakés, Cydia étant restée très longtemps indétronable. Depuis les jailbreaks d'iOS 11 et le retrait progressif et quasi définitif de la scène de Jay Freeman (Saurik) (en), de nouvelles plateformes plus rapides et performantes que Cydia sont apparues (créée par CoolStar) et Zebra. Ces plateformes corrigent les principaux défauts de Cydia, à savoir notamment une gestion simplifiée des différents comptes utilisateurs liés à chaque source, la possibilité d'ajouter ou supprimer des sources (ou "repositories") sans avoir à recharger à nouveau toutes les autres sources, l'ajout d'un délai maximum de rechargement des sources plus court et au-delà duquel l'opération est abandonnée, ou encore une gestion plus performante de l'installation groupée de petites modifications (tweaks) (en effet, cela est possible avec Cydia, mais le fait par exemple de cliquer sur « annuler » après avoir ajouté par erreur quelque chose dans la file d'attente a pour effet de la vider complètement, ce qui n'est pas le cas avec les autres plateformes. Cela pourrait être assimilé à un bug dans Cydia, mais ce dernier n'a jamais été corrigé).
Le débridage permet également de changer des éléments de l'interface utilisateur, comme les icônes, ou encore de désimlocker le smartphone.

## Inconvénients
L'appareil « hacké » devient néanmoins plus vulnérable. Si l'application est infectée, elle pourrait permettre d'accéder à l'appareil à distance et obtenir toutes ses données (iCloud, mots de passes, données confidentielles...).

### Pour l'économie
Bien que la totalité des développeurs créant des outils de débridage soient contre, le débridage permet d'installer des outils autorisant l'installation d'applications piratées (initialement payantes). Cependant, depuis 2013 et de façon encore plus importante depuis 2017, il est possible d'installer des applications non autorisées ou piratées sans aucun jailbreak, ce qui vient libérer le jailbreak de bon nombre de ses détracteurs.
Le piratage d'applications nuirait à la création en raison de la non-rémunération des auteurs. Selon l'institut Pinch Media en 2009, les applications de l'iPhone se retrouvent sur les réseaux de partage peer-to-peer et quatre millions d'appareils, sur les cinquante millions d'iPhone et d'iPod Touch, contiennent des applications piratées. En Chine, le nombre d'appareils débridés est de plus de 35,1 %, alors qu'il est inférieur à 5,6 % au Japon. Des chiffres indiquent également que le taux d'iPhone débridés aux États-Unis est de 7,8 % et de 21,9 % en France.
Afin de lutter contre le piratage, des développeurs d'applications de l'AppStore (mais également de Google Play sur Android) ont mis en place diverses méthodes. La méthode la plus courante consiste en une vérification en ligne de la validité de l'application et de son achat[source secondaire souhaitée].

### Pour le client
Le débridage du système d'exploitation et l'installation du protocole de communication SSH peut permettre à des tiers de détourner les données de l'utilisateur. 

Le premier ver sur iPhone est apparu en novembre 2009, créé par Ashley Towns, un étudiant australien âgé de 21 ans. Celui-ci a indiqué que son but était de sensibiliser le public aux problèmes de sécurité, et annoncé : 

« Quand les gens débrident leur téléphone, cela leur permet d'installer un service appelé SSH. En règle générale, vous devriez toujours changer le mot de passe après avoir configuré votre iPhone, car tous les iPhone utilisent le même mot de passe. »

— Ashley Towns, ABC News
 Ce ver exploitait la tendance générale à ne pas changer le mot de passe SSH par défaut. Il se contentait de rickroller l'utilisateur en plaçant en fond d'écran du téléphone une photo du chanteur Rick Astley[source secondaire souhaitée].
Le 22 novembre 2009, F-Secure a signalé la présence aux Pays-Bas d'un nouveau ver compromettant des transactions bancaires réalisées à partir de téléphones débridés,.
Le 26 août 2015, le site chinois WooYun, signale que 220 000 comptes iCloud auraient été piratés au moyen de "tweaks" malveillants, disposant de portes dérobées[source secondaire souhaitée].
Par ailleurs, bien que les outils de débridage de terminaux sous iOS aient atteint une certaine maturité, l'opération peut parfois entraîner le blocage du terminal. On parle[style à revoir] alors souvent de « briquage » (bricking).
Il existe un risque de perte de garantie auprès d'Apple en cas de panne, si l'utilisateur a déverrouillé son appareil. Il suffit cependant de restaurer son téléphone dans son état initial pour supprimer le déverrouillage.

## Histoire du jailbreak

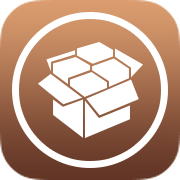
Logo de Cydia, store permettant d'avoir accès à des applications non certifiées par Apple.

Les sécurités d'Apple sont contournées pour la première fois par Jon Lech Johansen. Celui-ci parvient à activer son iPhone, environ une semaine après sa sortie, sans la présence normalement obligatoire d'une carte SIM AT&T. Peu de temps après, Geohot réussit à téléphoner avec un abonnement T-Mobile avec des modifications directement sur le matériel de l'iPhone. Très vite après la démonstration de Geohot, les développeurs ont trouvé des failles logicielles qui leur permettaient de modifier les fichiers de l'iPhone et d'exécuter des applications qu'ils ont créées, le jailbreak est né. Les premiers outils de personnalisation étaient en ligne de commande, rendant leur accès difficile pour le grand public jusqu'à la sortie du logiciel iFuntastic le 21 juillet 2007 qui permettait de bouger ses icônes, changer le fond d'écran ou même de sonnerie. En août, le hacker Nullriver sort l'application Installer, le tout premier store qui permet d'installer d'autres applications que celles présentes sur l'iPhone et qui va être remplacé de facto par Cydia, développée par Saurik et sortie quatre jours avant l'annonce de l'AppStore par Apple.

## Légalité aux États-Unis
Interdit auparavant aux États-Unis, le jailbreak est autorisé depuis le 26 juillet 2010 par la DMCA : les possesseurs d'iPhone ont le droit de contourner les verrous d'Apple afin de télécharger des applications n'ayant pas reçu l'approbation de la compagnie. Le débridage n'est rendu légal qu'en vue d'utiliser l'iPhone sur un autre réseau que celui d'AT&T ou pour permettre d'utiliser des applications non approuvées par Apple. Le débridage à des fins de piratage d'applications reste en revanche interdit par la loi.

## L'avenir du débridage
Avec l'augmentation des limitations mises en place par Apple, certains membres de la communauté pensent que l'ère du déverrouillage touche à sa fin ; de plus, les systèmes d'exploitation proposés par Apple ont de plus en plus de fonctionnalités, rendant le déverrouillage moins utile. Néanmoins, des formes proches du jailbreak comme TrollStore pourraient voir le jour (ici, une app permettant d'installer des applications non signées sans limitations sur ses autorisations), grâce notamment a la législation sur les marchés numériques de l’Union européenne permettant d’instaurer le sideloading sur les appareils de la marque à la pomme.

D'autres failles de sécurité comme MacDirtyCOW et KFD,  sous iOS 15 et iOS 16 ont également été découvertes. Ces failles de sécurité permettent notamment de modifier les fonctions internes du système.

## Le point de vue d'Apple
Apple s'est exprimée en février 2009 sur sa position face à cette méthode : « Les techniques de débridage, largement généralisées, font appel à des modifications non autorisées du chargeur d'amorçage et du système d'exploitation », et indique que ceci « conduit à une violation du copyright apposé sur ces programmes ». Apple a précisé que cette opération compromettra la garantie de l'appareil débridé (néanmoins il suffit de réinitialiser l'appareil pour que la garantie soit de nouveau valable). Apple combat le débridage par des moyens purement logiciels, en comblant les failles utilisées pour contourner les restrictions du système.